# 五ノ三駅
五ノ三駅（ごのさんえき）は、愛知県弥富市五之三町西本田にある、名古屋鉄道尾西線の駅。愛知県最西端の駅である。駅番号はTB10。
駅名は「郷の桟（村の縁という意味）」に由来するとするのが通説である。

## 歴史
- 1924年（大正13年）10月1日 - 尾西鉄道の駅として開業[2]。
- 1925年（大正14年）8月1日 - 尾西鉄道が名古屋鉄道に買収され、名鉄尾西線の駅となる。
- 1948年（昭和23年）11月1日以前 - 無人化[3]。
- 2008年（平成20年）
  - 2〜3月頃 - 新駅舎建築工事
  - 3月14日 - 駅集中管理システム導入
- 2011年（平成23年）2月11日 - manacaのサービスを開始。

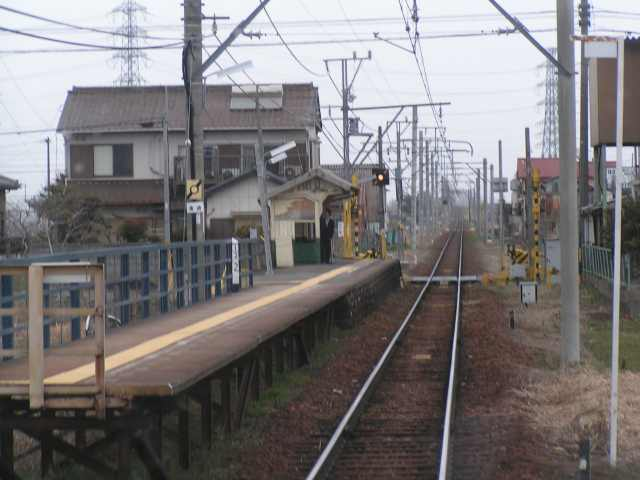
トランパス導入前の五ノ三駅（2006年）
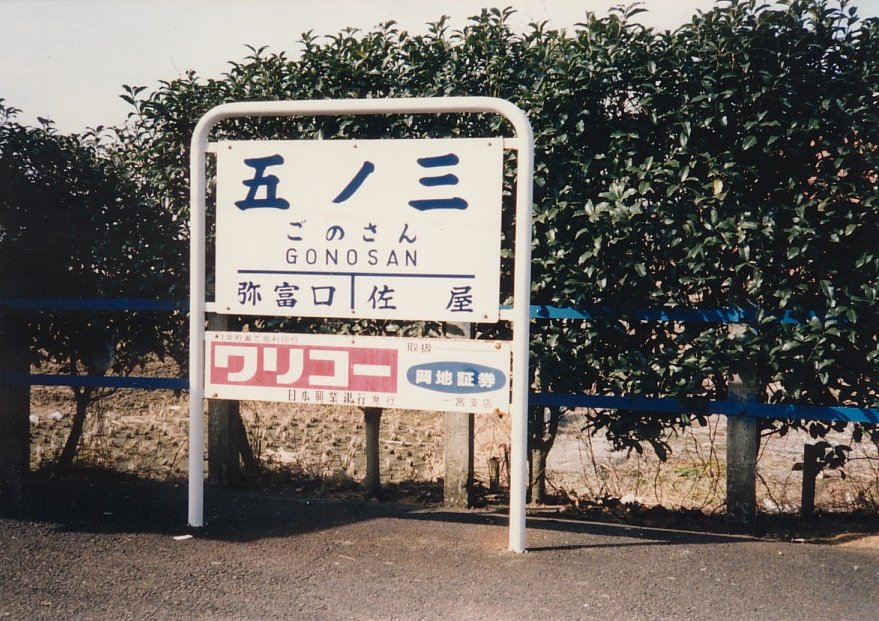
かつての筆書き駅名標

## 駅構造
単式1面1線のホームを持つ地上駅。ホームは弥富方向を向いて右側に位置する。駅集中管理システム導入済みの無人駅である。
2008年（平成20年）3月14日にトランパスの利用が開始されたと同時に駅舎が新設され、車椅子対応のスロープも設けられた。ホームの長さは4両分で、6両の電車は後2両ドアが開かない（2024年3月16日改正で解消）。トイレは設置されていない。
線路を隔てて北東側に無料駐輪場がある。
| 路線                    | 方向 | 行先                         |
| ----------------------- | ---- | ---------------------------- |
| TB 尾西線 （TB 津島線） | 上り | 津島・須ヶ口・名鉄名古屋方面 |
| TB 尾西線 （TB 津島線） | 下り | 弥富ゆき                     |

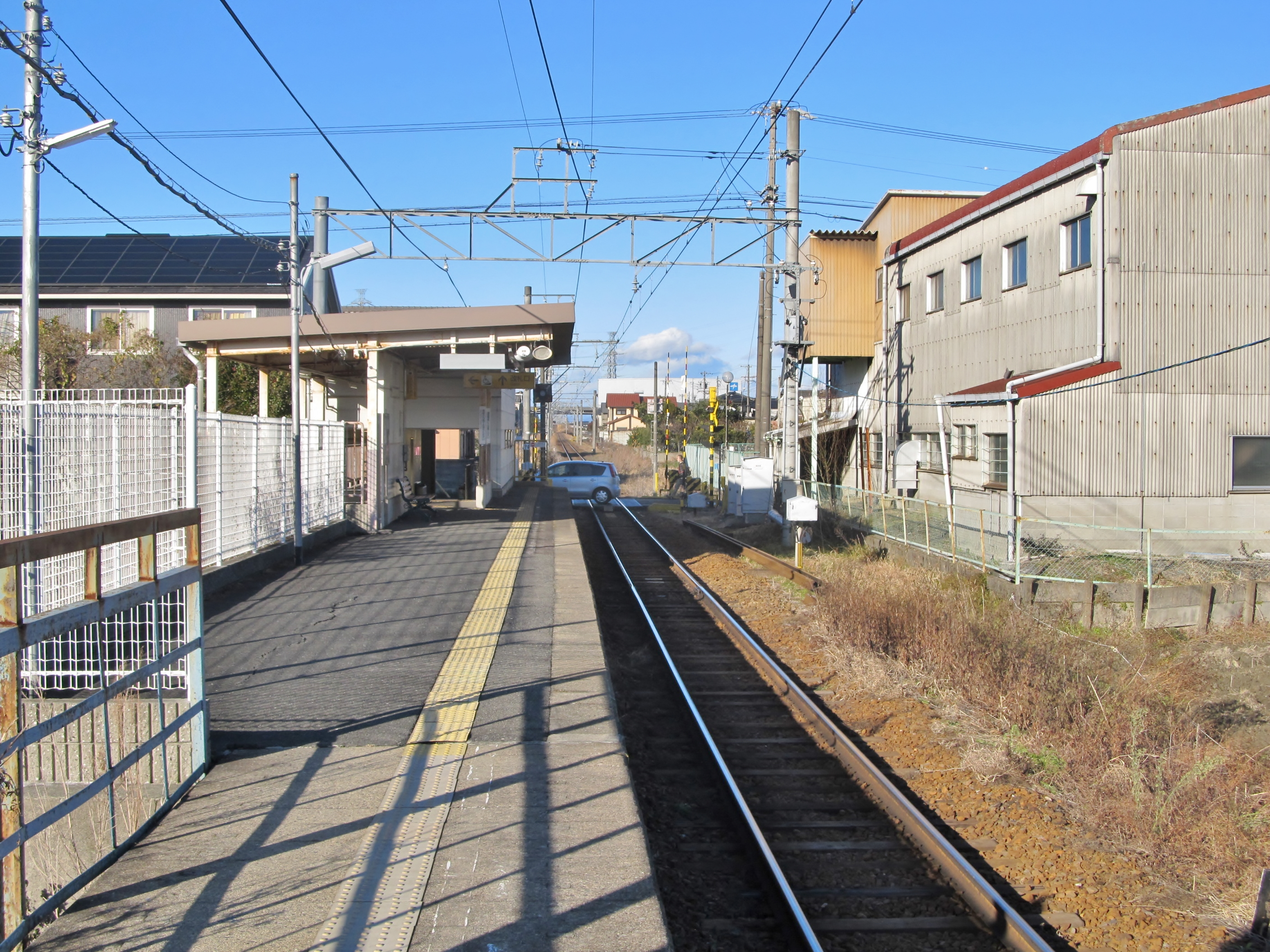
ホーム
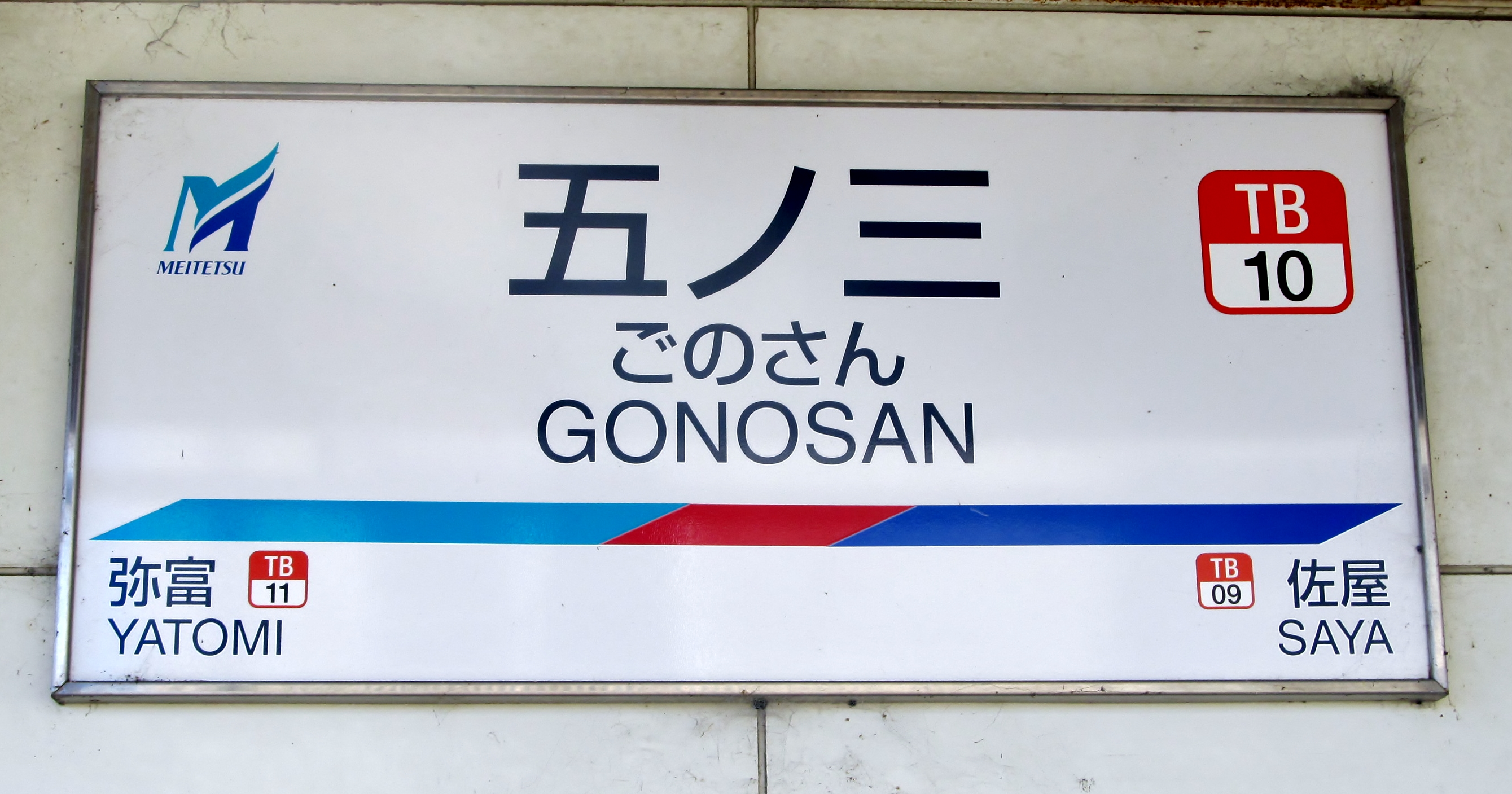
駅名標

### 配線図
| ← 津島方面 | 五ノ三駅 構内配線略図 | → 弥富駅 |
| 凡例 出典: |                       |          |

## 利用状況
- 移動等円滑化取組報告書によると、2020年度の1日平均乗降人員は419人であった[8]。
- 『名鉄120年：近20年のあゆみ』によると2013年度当時の1日平均乗降人員は439人であり、この値は名鉄全駅（275駅）中265位、尾西線（22駅）中21位であった[9]。
- 『名古屋鉄道百年史』によると1992年度当時の1日平均乗降人員は533人であり、この値は岐阜市内線均一運賃区間内各駅（岐阜市内線・田神線・美濃町線徹明町駅 - 琴塚駅間）を除く名鉄全駅（342駅）中274位、尾西線（23駅）中21位であった[10]。
- 『愛知統計年鑑』によると1日平均の乗車人員は2010年度は221人である。
- 両隣の駅はいずれも2km以上離れているが沿線人口が少なく、尾西線の駅では最も利用客が少ない。名鉄全体でもかなり少ない方である。

## 駅周辺
愛西市（旧・佐屋町）にも近く、同市西保町などを駅勢圏に含む。実際、駅南側でごくわずかに愛西市域を通過している。農村地帯の中に新興住宅地や工場が点在している。
周辺は海抜ゼロメートル地帯である。当駅の標高は海抜約マイナス1.9メートルで、弥富駅（近鉄弥富駅）より若干低いとされる。
- 愛知県道458号一宮弥富線（巡見街道）
- 国道155号（弥富バイパス）
- 服部家住宅
- 日鉄物産特殊鋼
- 弥富市農村多目的センター

## 隣の駅
名古屋鉄道
TB 尾西線（津島線）
弥富駅（TB11） - 五ノ三駅（TB10） - 佐屋駅（TB09）
※ 弥富駅と当駅の間に弥富口駅が存在したが、2006年（平成18年）12月16日をもって廃止となった。